# Michael Santos
Michael Nicolás Santos Rosadilla (Montevideo, 1993. március 13. –) uruguayi válogatott labdarúgó, jelenleg a Málaga CF játékosa.

## Pályafutása
Michael Santos a CA River Plate akadémiáján nevelkedett, majd 2011-ben mutatkozott be a felnőtt csapatban. 2016 óta a spanyol Málaga CF játékosa. Az uruguayi labdarúgó-válogatottban 2015-ben mutatkozott be.

## Mérkőzései az uruguayi válogatottban
| #  | Dátum               | Ellenfél   | Eredmény | Kiírás              | Esemény |
| -- | ------------------- | ---------- | -------- | ------------------- | ------- |
| 1. | 2015. szeptember 9. | Costa Rica | 0 – 1    | barátságos mérkőzés | 62'     |
| 2. | 2015. november 12.  | Ecuador    | 1 – 2    | Vb-selejtező        | 86'     |

## Sikerei, díjai
- CA River Plate:
  - Uruguayi labdarúgó-bajnokság ezüstérmes: 2014-15
- Uruguayi U22-es labdarúgó-válogatott:
  - Pánamerikai játékok győztes: 2015